# Five Nights at Freddy’s
Five Nights at Freddy’s (с англ. — «Пять ночей у Фредди»), кратко FNaF — франшиза компьютерных игр, созданная разработчиком игр Скоттом Коутоном.
Основная серия состоит из компьютерных игр, действие которых происходит в местах, связанных с вымышленной пиццерией «Freddy Fazbear’s Pizza», названной так в честь её талисмана — аниматронного медведя Фредди Фазбера. В большинстве игр игрок принимает на себя роль охранника, который должен использовать такие средства, как камеры наблюдения, фонари, двери и вентиляционные отверстия, чтобы защититься от враждебных аниматронных персонажей, населяющих локации. История серии постепенно раскрывается с помощью голосовых записей, звонков, мини-игр и «пасхальных яиц», встречающихся в играх.
По франшизе было выпущено более 40 книг: 3 новеллы (Five Nights at Freddy’s: The Silver Eyes, Five Nights at Freddy’s: The Twisted Ones и Five Nights at Freddy’s: The Fourth Closet) и их графические версии, руководство по прохождению в трёх версиях, творческая тетрадь журнала по выживанию Five Nights at Freddy’s: Survival Logbook, серии сборников рассказов Fazbear Frights (состоящая из 12 книг) и Tales from the Pizzaplex (состоящая из 8 книг) и их графические версии, руководство по игре Security Breach, раскраски и энциклопедия персонажей. Кроме этого, по франшизе снят фильм «Пять ночей с Фредди», готовится следующий фильм «Пять ночей с Фредди 2», и существует реальный аттракцион в Лас-Вегасе. Франшиза вошла в геймерскую книгу рекордов Гиннесса, как серия игр, у которой за год вышло самое большое количество сиквелов.

## Игровой процесс
Основные части франшизы являются хоррором, где игрок становится сотрудником персонала, работающим в пиццерии в ночную смену, либо ребёнком, обороняющимся от аниматроников. В случае поражения пропущенный к протагонисту аниматроник нападёт на него с громким криком, после чего игра завершится (кроме случаев нападения фантомов во FNaF 3 и некоторых аниматроников в UCN и FNaF: SB). Чтобы пройти игру, игрок должен активно пользоваться разными инструментами. В «классической» серии игр (FNaF 1-4) игрок на протяжении всего игрового времени находится на одной и той же локации и осматривает помещение при помощи камер видеонаблюдения или невооружённым глазом, в последующих играх геймплей усложняется:
- В Five Nights at Freddy’s игрок может пользоваться 2 дверьми безопасности для предотвращения проникновения аниматроников в офис, камерами для слежки за ними. Имеется ограниченный запас энергии, который расходуется на работу планшета с камерами, закрытие дверей, подсветку в коридоре и в офисе, вентилятор. В случае истощения запаса энергии, игрок будет пойман, когда Фредди закончит играть мелодию «Марш Тореодора».
- В Five Nights at Freddy’s 2 у игрока имеются камеры видеонаблюдения, фонарь с ограниченным запасом энергии и маска Фредди, используемая для маскировки. Теперь для защиты от аниматроников нужно вовремя надевать маску, светить фонариком (для некоторых аниматроников) и заводить шкатулку. Поражение наступит, если аниматроники проникнут в офис и не будут вовремя прогнаны, или же если шкатулка закончит играть. Иногда после проигрыша появляются 8-битные мини-игры, раскрывающие сюжет.
- В Five Nights at Freddy’s 3 появляется система подробного обзора и блокировки вентиляций, а также звуковое устройство, позволяющее отвлечь главного антагониста. В силу низкой надёжности оборудования оно склонно выходить из строя при чрезмерно активном использовании, из-за нападения фантомов, или само по себе. В случае поломки игрок не сможет пользоваться некоторыми устройствами. Игнорирование поломки приведёт к медленному мерцанию света, что увеличит шансы быть пойманным. Для восстановления систем игрок может их перезагрузить. Присутствуют 8-битные мини-игры, позволяющие получить секретную концовку.
- В Five Nights at Freddy’s 4 большинство игровых элементов сильно изменено: игрок должен передвигаться по комнате и осматривать кровать, шкаф и коридоры, отпугивая врагов светом фонарика или закрытием двери. После каждой из сюжетных ночей игрок может пройти мини-игры, большинство из которых повествуют о сюжете франшизы, а также мини-игру с бонусом.
- Спин-офф FNaF World стал RPG, где можно играть за мультяшных аниматроников, сражающихся за очки опыта.
- Five Nights at Freddy’s: Sister Location. Игрок находится в подземном бункере, где ему предстоит выполнять предписанные вспомогательным ИИ или по указанию аниматроников действия для успешного завершения ночи. В некоторых моментах присутствует возможность сделать выбор, от которого может зависеть, к какой концовке придёт игрок.
- В Freddy Fazbear’s Pizzeria Simulator игрок в «дневное время» руководит собственной пиццерией, улучшая её и размещая на её территории различные аттракционы разной степени популярности и риска ответственности: некоторые из таких могут содержать враждебных аниматроников. В «ночное время» игрок занимается рутинной работой за компьютером в офисе с двумя вентиляциями, по которым «путешествуют» аниматроники, идущих на шум (из офиса или же аудиосистемы в глубинах вентиляционных шахт). Для победы нужно завершить все процессы на компьютере. После завершения ночи, игрок попадает в «комнату подбора», где надо решить, оставить аниматроника в пиццерии или нет. От выбора зависит, будет ли он охотиться на игрока все последующие ночи.
- Ultimate Custom Night представляет собой объединение первых 7 игр в Custom Night режиме. Геймплей игры строится на настройке своей собственной ночи, в котором задаётся уровень интеллекта каждому из 50 представленных аниматроников, когда либо встречавшихся в играх франшизы. Также в игре есть уже составленные «наборы» аниматроников. Некоторые аниматроники сразу убивают игрока, некоторые просто усложняют геймплей. Определённой цели игра не ставит.
- Five Nights at Freddy’s: Help Wanted — сборник классических и новаторских мини-игр, представленных во вселенной FNaF. На данный момент игра насчитывает 41 мини-игру, включающую в себя первые 3 оригинальные части, несколько новых уровней и ультрафиолетовые версии всех уровней. Все эти мини-игры можно пройти в VR- и non-VR-режимах. Геймплей игры строится на собирании различных кассет и монет, разбросанных по игре, с помощью которых игрок собирает главного антагониста игры, Глитчтрапа, а также проясняет события, происходящие в игре. Также в игре есть DLC «Curse of Dreadbear», где можно пройти много различных мини-игр на тематику Хэллоуина.
- Five Nights at Freddy’s AR: Special Delivery — игра в дополненной реальности, где игрок с помощью своей камеры и шокера может отбиваться от аниматроников, пробравшихся в дом, самостоятельно собрать собственного аниматроника и отправить его своим друзьям. Есть секция с письмами для игрока, где в некоторых из писем проясняются события до Five Nights at Freddy’s: Help Wanted.
- Геймплей благотворительной игры Freddy in Space 2 представляет собой более усовершенствованную версию мини-игры из FNaF World «FNaF 57: Freddy in Space». Смысл игры — в прохождении платформера и зарабатывании очков, которые на стриме западного теоретика МэтПэта являлись олицетворением суммы пожертвования Скотта Коутона для больницы Святого Джуда. Количество очков, которые собрал МэтПэт, будет равно сумме пожертвования. В целом, цель пожертвования на благотворительность ставилась конкретно на этой трансляции.
- Five Nights at Freddy`s: Security Breach происходит в совершенно отличной от остальных игр обстановке: игроку предстоит перемещаться по большому торговому центру в поисках способа выбраться из него, избегая атак находящихся в помещении аниматроников и единственной охранницы. Подобно FNaF 3, в этой игре некоторые аниматроники при нападении не заканчивают игру, а усложняют её, выдавая местоположение антагониста или мешая ему. Это единственная (кроме UCN) игра, в которой один из аниматроников — постоянный протагонист. В игре имеется несколько концовок.

Игры «классической» серии и FNaF: SL требуют, чтобы игрок выжил 5 ночей, каждая из которых сложнее предыдущей. После их прохождения становятся доступны более сложные ночи (6-я и 7-я — для «классической» серии и «Своя ночь» — для FNaF: SL).

### Основные элементы

#### Видеонаблюдение
Возможность использования видеокамер есть во всех играх, кроме FNaF4, FFPS и FNaF AR, и существует для слежки за передвижениями аниматроников. Одновременно можно просматривать только одну камеру наблюдения, а аниматроники случайно или преднамеренно прячутся в слепых зонах камер. Сами по себе камеры примитивны: малая цветовая гамма, помехи и низкое качество. Во FNaF 3 на мониторе можно не только смотреть за аниматроником, но и закрывать вентиляцию и использовать аудиосистему. В SL камеры есть только в пользовательской ночи и секретной комнате. В SB камеры не являются основным игровым элементом, но позволяют проверять местоположение аниматроников.

#### Освещение
Свет (фонарик и маячок) находится во всех основных играх, кроме FNaF3. Хотя использование варьируется в зависимости от игры, свет обычно используется для отпугивания аниматроника или предупреждения игрока о его присутствии. Свет в первых 2 играх активируется с помощью кнопок, установленных в стенах, и светится в дверном проёме или выходе из вентиляции. В 5-й игре также работают лампы, однако теперь они устанавливаются на панель управления и не служат никакой цели, кроме возможности видеть аниматроника. Фонарик во 2-й, 4-й играх и во FNaF: SB работает так же, как и его реальная копия в жизни — он имеет ограниченный срок службы батареи, хотя в четвёртой части срок батареи всё так же бесконечен.

#### Скримеры
Скримеры имеются во всех играх серии. Именно они почти всегда являются свидетельством поражения игрока. Большинство скримеров представляет собой громкий звук и «хищную» анимацию находящихся прямо перед игроком аниматроников. Скримеры фантомов во FNaF 3, некоторых антагонистов UCN и FNaF: SB игру не завершают, но на время усложняют её.

#### Мини-игры
Мини-игры появляются в каждой части, кроме первой FNaF. Во второй части они могут появиться при проигрыше и рассказать об игровых событиях в разное время (до, во время и, возможно, после событий FNaF 2), до конца не раскрытых. Во FNaF3 мини-игры делятся на сюжетные и секретные. От их прохождения может зависеть концовка игры.
В FNaF4 мини-игры рассказывают о мальчике, которого укусил аниматроник. В Sister Location есть только одна мини-игра. Правильное прохождение игры раскроет истинную причину закрытия заведения, в котором работает игрок, и откроет доступ к получению альтернативной концовки. В FFPS мини-игры есть в каждом объекте пиццерии, но прохождение некоторых из них в «альтернативном» варианте откроет одну из концовок игры и расскажет ещё о некоторых событиях во вселенной FNaF, происходящих преимущественно до событий серии игр вообще.

#### Телефонные звонки
Во FNaF 1-3 присутствуют телефонные звонки от т. н. Телефонного парня или «Фонгая», одного из сотрудников заведения. Эти звонки преимущественно рассказывают игроку о механике и сюжете игры, иногда раскрывая некоторые детали. В Sister Location вместо звонков есть вспомогательный искусственный интеллект, указывающий на игровые действия, которые нужно совершить, иногда прерываемый указаниями главного антагониста игры. В FFPS в «режиме Спасения» используются записи одного из создателей аниматроников, необходимые для совершения спасения. Также записи слышны во время «истинной» концовки. Во FNaF: SB искусственный интеллект, подобный оному из FNAF: SL, комментирует некоторые события и действия игрока.

#### Закрытие локации
Практически все игры серии FNaF заканчиваются увольнением протагониста вследствие закрытия места работы по различным причинам:
- FNaF 1: на момент событий игры заведение закрыто из-за нарушений норм санитарии.
- FNaF 2: заведение закрывается вследствие несчастного случая на праздновании дня рождения одного из посетителей во время дневной смены охраны («7-я ночь» игры).
- FNaF 3: заведение никогда не было открыто вследствие пожара, произошедшего за день до открытия, во время «7-й ночи».
- FNaF 4: самое первое заведение с аниматрониками авторства главного антагониста неоднократно закрывалось вследствие несчастных случаев с сотрудниками заведения и посетителями, последнее из которых происходит с главным героем игры и становится причиной наблюдения им кошмаров.
- FNaF: SL: заведение, в котором работает протагонист, ранее закрывалось якобы из-за утечки газа после всего одного дня работы и позже было повторно закрыто вследствие побега аниматроников из заведения с непреднамеренной помощью протагониста.
- FFPS: независимо от полученной концовки, управляемое игроком заведение закрывается спустя 5 дней после открытия.
- FNaF: SB: заведение закрывается вследствие действий игрока. Также это единственное заведение, о будущем переоткрытии которого становится известно в этой же игре (до этого переоткрытие заведения состоялось во FNaF 2 и было началом игры).

## История и разработка
Идея игры появилась у Скотта Коутона из-за плохих отзывов к его прошлой игре «Chipper & Sons Lumber Co.», где главного персонажа-бобра сочли похожим на страшного животного-робота. Разочаровавшийся Коутон, который ранее в основном разрабатывал христианские игры, в конце концов решил специально сделать что-то страшное, так зародилась серия игр Five Nights at Freddy’s.
Коутон делал всё сам, используя для создания игр Clickteam Fusion 2.5 и Autodesk 3ds Max для создания графики. Но для FNaF World, Sister Location и Pizzeria Simulator он пригласил профессиональных актёров озвучки, а также заявил, что разговаривает с несколькими компаниями, заинтересованными в выпуске игр серии на консоли.
По франшизе, кроме игр, существуют книги, мерчандайз и выпущен полнометражный фильм.

## Серия игр

### Оригинальная
- Five Nights at Freddy’s (2014)
- Five Nights at Freddy’s 2 (2014)
- Five Nights at Freddy’s 3 (2015)
- Five Nights at Freddy’s 4 (2015)
- Five Nights at Freddy’s: Sister Location (2016)
- Freddy Fazbear’s Pizzeria Simulator (2017)
- Five Nights at Freddy’s: Help Wanted (2019)
- Five Nights at Freddy’s: Security Breach (2021)
- Five Nights at Freddy’s: Help Wanted 2 (2023)
- Five Nights at Freddy’s: Secret of the Mimic (2025)[10]

### Спин-оффы
- FNaF World (2016)
- Ultimate Custom Night (2018)
- Five Nights at Freddy’s AR: Special Delivery (2019)
- Freddy in Space 2 (2019)
- Security Breach: Fury’s Rage (2021)
- Freddy in Space 3: Chica in Space (2023)
- Five Nights at Freddy’s: Into the Pit (2024)
- Five Laps at Freddy’s (2025)

## Серия фильмов
- «Пять ночей с Фредди» (2023)
- «Пять ночей с Фредди 2» (2025)

## Серия книг

### Оригинальная трилогия
- Five Nights at Freddy’s: The Silver Eyes (2015)
- Five Nights at Freddy's: The Twisted Ones[итал.] (2017)
- Five Nights at Freddy's: The Fourth Closet[итал.] (2018)

### Fazbear Frights
- Fazbear Frights #1: Into the Pit (2019)
- Fazbear Frights #2: Fetch (2020)
- Fazbear Frights #3: 1:35 AM (2020)
- Fazbear Frights #4: Step Closer (2020)
- Fazbear Frights #5: Bunny Call (2020)
- Fazbear Frights #6: Blackbird (2020)
- Fazbear Frights #7: The Cliffs (2021)
- Fazbear Frights #8: Gumdrop Angel (2021)
- Fazbear Frights #9: The Puppet Carver (2021)
- Fazbear Frights #10: Friendly Face (2021)
- Fazbear Frights #11: Prankster (2021)
- Fazbear Frights #12: Felix the Shark (2022)

### Tales from the Pizzaplex
- Tales from the Pizzaplex #1: Lally’s Game (2022)
- Tales from the Pizzaplex #2: Happs (2022)
- Tales from the Pizzaplex #3: Somniphobia (2022)
- Tales from the Pizzaplex #4: Submechanophobia (2022)
- Tales from the Pizzaplex #5: The Bobbiedots Conclusion (2023)
- Tales from the Pizzaplex #6: Nexie (2023)
- Tales from the Pizzaplex #7: Tiger Rock (2023)
- Tales from the Pizzaplex #8: B7-2 (2023)

### Графические романы
- The Silver Eyes (Five Nights at Freddy’s Graphic Novel #1) (2019)
- The Twisted Ones (Five Nights at Freddy’s Graphic Novel #2) (2021)
- The Fourth Closet (Five Nights at Freddy’s Graphic Novel #3) (2021)
- Five Nights at Freddy’s: Fazbear Frights Graphic Novel Collection #1 (2022)
- Five Nights at Freddy’s: Fazbear Frights Graphic Novel Collection #2 (2023)
- Five Nights at Freddy’s: Fazbear Frights Graphic Novel Collection #3 (2023)
- Five Nights at Freddy’s: Fazbear Frights Graphic Novel Collection #4 (2024)
- Five Nights at Freddy’s: Fazbear Frights Graphic Novel Collection #5 (2024)
- Tales from the Pizzaplex: Graphic Novel Collection #1 (2025)

### Интерактивные романы
- Five Nights at Freddy’s: VIP (2024)
- Five Nights at Freddy’s: The Week Before (2024)
- Five Nights at Freddy’s: Return To The Pit (2024)
- Five Nights at Freddy’s: Escape the Pizzaplex (2025)

### Дополнительные книги
- Five Nights at Freddy’s: The Freddy Files (2017)
- Five Nights at Freddy’s: Survival Logbook (2017)
- Five Nights at Freddy’s: The Freddy Files (Updated Edition) (2019)
- Five Nights at Freddy’s: The Official Coloring Book (2021)
- Five Nights at Freddy’s: Ultimate Guide (2021)
- Five Nights at Freddy’s: How to Draw (2022)
- The Security Breach Files (2022)
- Five Nights at Freddy’s: Character Encyclopedia (2023)
- Five Nights at Freddy’s: The Official Movie Novel (2023)